# 松鼠形亚目
松鼠形亚目（学名：Sciuromorpha）又譯松鼠亞目，是啮齿目以下的亞目，當中包括有松鼠、花栗鼠、山河狸及很多種類的嚙齒動物。這個亞目下的動物的特徵就是下顎的獨特形狀，其下顎的活動是與門齒的牙根同一平面。這與豪豬亞目的下顎活動完全不同，豪豬亞目的下顎活動是離開門齒牙根的平面，因在下顎中有著一個與肌肉連接的窩。